# Roberto Russo
Roberto Russo (Palermo, 23 de fevereiro de 1997) é um jogador de voleibol italiano que atua na posição de central.

## Carreira

### Clube
A carreira de Russo no voleibol começou no Partinico Volley, na Série D, com a qual conquistou o campeonato e com a qual estreou na Série C. Na temporada 2014–15, integrou a equipe federal do Clube Itália, na Série B2, vestindo a camisa do mesmo clube também na temporada seguinte, alternando entre as equipes B2 e Série A2, enquanto que na temporada 2016–17 jogou a série cadete permanentemente.
Na temporada 2018–19 foi contratado pelo Consar Ravenna, da primeira divisão italiana, categoria onde também permaneceu para a temporada seguinte, passando para o Sir Safety Susa Perugia, com o qual conquistou duas Supercopas Italiana e a Copa Itália de 2021–22.

### Seleção
Em 2018 obteve as primeiras convocações para representar a seleção adulta italiana, com a qual conquistou, no mesmo ano, a medalha de ouro nos Jogos do Mediterrâneo de 2018.
Se tornou campeão mundial ao conquistar o título do Campeonato Mundial de 2022 ao vencer a seleção polonesa por 3 sets a 1.

## Títulos
Sir Safety Perugia
- Mundial de Clubes: 2022, 2023
- Campeonato Italiano: 2023–24
- Copa Itália: 2021–22, 2023–24
- Supercopa Italiana: 2019, 2020, 2022, 2023, 2024

## Clubes
| Anos      | Clube                |
| --------- | -------------------- |
| 2013–2015 | Partinico Volley     |
| 2014–2018 | Club Italia          |
| 2018–2019 | Consar Ravenna       |
| 2019–     | Sir Susa Vim Perugia |